# Robert Smith (jinete)
Robert Smith (Shrewley, 12 de junio de 1961) es un jinete británico que compitió en la modalidad de salto ecuestre. Es hijo del jinete Harvey Smith y hermano de Steven Smith.
Ganó una medalla de bronce en el Campeonato Europeo de Saltos Ecuestres de 1997, en la prueba por equipos. Participó en los Juegos Olímpicos de Atenas 2004, ocupando el cuarto lugar en la misma prueba.

## Palmarés internacional
| Campeonato Europeo | Campeonato Europeo  | Campeonato Europeo | Campeonato Europeo |
| Año                | Lugar               | Medalla            | Categoría          |
| ------------------ | ------------------- | ------------------ | ------------------ |
| 1997               | Mannheim (Alemania) | Medalla de bronce  | Por equipos        |